# Horizon-klassen
Horizon-klassen (Italiensk: Orizzonte-klassen) er resultatet af et europæisk samarbejde om at skabe en ny generation af luftforsvarsfregatter. Samarbejdet bestod oprindeligt af Storbritannien, Frankrig og Italien. Storbritannien forlod senere samarbejdet på grund af andre behov til skibenes funktioner.

## Historie
Frankrig, Italien og Storbritannien fremsatte i 1992, efter NFR90-projektet (NATO Frigate Replacement) kuldsejlede, endnu engang et ønske om et multinationalt samarbejde om en ny fregatklasse. Dette ønske resulterede i Horizon-klassen samt PAAMS (Principal Anti Air Missile System.
Problemerne opstod allerede fra begyndelsen: Det største problem var landenes forskellige behov og krav: Frankrig ønskede en destroyer hvis primære opgave skulle være at eskorte af Frankrigs eneste hangarskib Charles De Gaulle og derfor ikke behøvede ikke langtrækkende forsvarssystemer, da dette ville blive varetaget af fly fra hangarskibet. Italien ønskede heller ikke langtrækkende systemer da skibenes primære operationsområde vil blive Middelhavet eller som eskorte for det italienske hangarskib Cavour, hvor italienske fly kunne udøve det langtrækkende forsvar. Royal Navy, behøvede på den anden hånd mere kapable enheder som kunne varetage luftforsvaret i et større område, eksempelvis over en større flådestyrke der opererer i fjendtligt farvand. Situationen endte med et kompromis, hvor man konstruerede et standard interface, som tillod Frankrig og Italien at installere en EMPAR-multifunktionsradar og briterne at installere den noget kraftigere SAMPSON-radar. SAMPSON radaren har en større dataoverførselskapacitet og bedre beam forming hvilket gør radaren i stand til at følge endnu flere mål, forbedret afstand samt forbedret nøjagtighed.
I 1995 blev et joint venture selskab sammensat af de tre landes største selskaber: DCN (Frankrig), GEC-Marconi (UK) samt Orizzonte (Italien). I perioden 1995-1996 betød adskillige uoverensstemmelser, skiftende krav fra landendes flåder samt udviklingsproblemer at projektet kom til at lide under store forsinkelser.
I starten af 1997 opstod endnu en uoverensstemmelse mellem parterne, denne gang om valget af Vertical Launch System (VLS) til MBDA Aster missilerne. Frankrig og Italien anså det europæisk producerede SYLVER-system, mens Storbritannien anså det amerikanske Mk.41 affyringssystem, som er i stand til at affyre Tomahawk-krydsermissil som det rigtige valg. Uoverensstemmelsen blev først løst, da PAAMS udviklingsholdet valgte SYLVER-systemet.

### Storbritannien trækker sig
Den 26. april 1999 blev det udmeldt fra Storbritannien at man ville trække sig ud af projektet for at kunne søge sit eget design. Financial Times opsummerede uoverensstemmelserne mellem landene; Storbritannien ønskede en stor destroyer, som kunne være i stand til at patruljere store områder, såsom Atlanterhavet, hvorimod Frankrig ønskede et mindre fartøj der skulle beskytte et hangarskib og Italien som ønskede at bruge skibene i Middelhavet. Storbritannien ønskede også at være i stand til at udføre "områdeforsvar", at kunne være i stand til at beskytte et større antal skibe i stedet for bare at kunne forsvare sig mod missiler der kommer mod skibets generelle retning. Til sidst var der Storbritanniens ønske om at se Marconi som hovedentreprenøren på projektet. Dette blev accepteret af Frankrig, men kun hvis franske DCN blev givet kontrakten til kampinformationssystemet. I Storbritannien ønskede man dog at BAE fik denne kontrakt og ville ikke acceptere det franske kompromisforslag.

### Et rent fransk-italiensk projekt
Frankrig og Italien fortsatte samarbejdet efter Storbritanniens udtrækning og endte med at bestille to skibe hver. Det første skib i Horizon-klassen, Forbin, blev søsat den 10. marts 2005.
Marine Nationale bestilte to skibe (Forbin og Chevalier Paul). Yderligere to skibe skulle efter planen anskaffes til at erstatte Cassard-klassen, men blev i stedet erstattet af to skibe af FREMM-klassen i luftforsvarsversionen.
Marina Militare bestilte to skibe; Andrea Doria og Caio Duilio, som skulle erstatte de aldrende destroyere Audace og Ardito.

## Galleri
- FS Forbin (D620)
- ITS Andrea Doria (D553)
- FS Forbin (D620) sammen med Eisenhower Carrier Strike Group (CSG)
- ITS Caio Duilio (D554)

## Skibe i klassen
| Pnt.     | Navn           | Kølen lagt       | Søsat            | Indgået           | Skæbne     | Kaldesignal |          |
| Frankrig | Frankrig       | Frankrig         | Frankrig         | Frankrig          | Frankrig   | Frankrig    | Frankrig |
| -------- | -------------- | ---------------- | ---------------- | ----------------- | ---------- | ----------- | -------- |
| D620     | Forbin         | 4. april 2002    | 10. marts 2005   | 19. december 2008 | I tjeneste | FBFN        |          |
| D621     | Chevalier Paul | 23. oktober 2003 | 12. juli 2006    | December 20009    | I tjeneste | FCPL        |          |
| Italien  |                |                  |                  |                   |            |             |          |
| D553     | Andrea Doria   | 19. juli 2002    | 14. oktober 2005 | 22. december 2007 | I tjeneste | IADO        |          |
| D554     | Caio Duilio    | September 2003   | 23. oktober 2007 | 3. april 2009     | I tjeneste | IADU        |          |

## Eksterne links
- Wikimedia Commons har flere filer relateret til Horizon-klassen
- Marine Nationale Arkiveret 30. januar 2022 hos  Wayback Machine (fransk)
- Marina Militare (engelsk)
- digilander.libero.it (engelsk)
- Globalsecurity.org (engelsk)
- Naval-technology (engelsk)
- Le portail des sous-marins (fransk)
- ACP113 (AG) (Webside ikke længere tilgængelig) (engelsk)